# 우크라이나 보안국
우크라이나 보안국(우크라이나어: Служба безпеки України (СБУ) 슬루즈바 베즈페키 우크라이니[*], Sluzhba bezpeky Ukraiyny) 또는 SBU은 우크라이나의 특수 법 집행 기관이자 첩보 기관으로 주요 업무 분야는 첩보 및 대테러 작전이다.

## 역사
우크라이나 헌법은 SBU를 군사 조직으로 정의하며, 직원은 계급을 가진 군인으로 간주된다. SBU는 미국 CIA, 한국 국정원과 같이, 우크라이나 대통령의 직속 기관이다. SBU는 또한 자체 특수부대인 알파 그룹을 운영하고 있다.

## 조직
SBU의 일반적인 구조 및 운영 방식은 우크라이나 국경 수비대와 고위 공무원 보안 담당 부서를 제외하고는 전신(우크라이나 소비에트 사회주의 공화국의 KGB)과 매우 유사하다. 두 부서 모두 독립 기관이 되었다. 그러나 SBU는 우크라이나 모든 지방에 기지를 둔 특수 작전 알파 부대를 지휘하고 있다. 영국 정치 전문가 타라스 쿠지오에 따르면, SBU의 조직 구조는 전신인 소련 우크라이나 KGB에 비해 여전히 규모가 크고, 현역 장교 수는 최대 3만 명에 달한다. 이는 영국 국내 MI5와 해외 MI6를 합친 것보다 6배나 크다.

## 같이 보기
- 우크라이나 국방부 정보총국